# Sân vận động thành phố Białystok
Sân vận động thành phố Białystok nằm ở Białystok, Ba Lan. Nó được sử dụng bởi câu lạc bộ Jagiellonia.
Sân vận động gần đây đã trải qua quá trình tái phát triển lớn, hoàn thành vào cuối năm 2014, hiện tại nó có 22.386 chỗ ngồi. Toàn bộ chi phí tái phát triển là không rõ ràng vì thành phố đã phải chấm dứt hợp đồng với một nhà thầu, tập đoàn Eiffage Mitex của Ba Lan-Pháp. Cả hai bên đã đồng ý về khoản đầu tư 168 triệu PLN (60 triệu đô la Mỹ) trong năm 2010, nhưng một số vấn đề tài chính không được giải quyết. Vào năm 2012, việc xây dựng đã được các nhà thầu mới tiếp quản, tập đoàn OHL và Hydrobudowa của Tây Ban Nha đã đồng ý hoàn thành tất cả các công việc còn lại với chi phí là 254 triệu PLN  (75 triệu USD).

## Lịch sử
Năm 2006, sân vận động đã được thành phố Białystok tiếp quản và đổi tên thành Sân vận động Thành phố Białystok. Điều này đã mở ra cánh cửa để hiện đại hóa hơn nữa của sân vận động và nó bắt đầu với khoản đầu tư 5 triệu złoty (1,3 triệu đô la Mỹ) cho việc mở rộng. Việc đầu tư cải thiện đầu tiên là sân trải cỏ được hoàn thành vào tháng 3 năm 2007. Chi phí của sân mới là 3 triệu 900 nghìn złoty (1,05 triệu USD). Sân trải cỏ cho phép các hoạt động thể thao diễn ra thuận lợi hơn, bất kể điều kiện thời tiết. Vào tháng 7 năm 2007, có một phòng thay đồ mới được cải tạo cùng với một phòng hội nghị hiện đại mới.

## Sân vận động hiện đại
Thông báo về dự án cho một sân vận động hiện đại mới lần đầu tiên được đưa ra vào cuối năm 2006. Thiết kế của sân vận động mới được vẽ bởi APA "Kuryłowicz & Associates" do Stefan Kuryłowicz lãnh đạo. Dự án là đặt một sân vận động mới thay cho sân cũ với 22.400 chỗ ngồi.
Năm 2008, họ bắt đầu phá dỡ khán đài chính, và ở vị trí của nó sẽ là khu vực VIP mới và là nơi gặp gỡ người chơi. Ngay sau đó, phần còn lại của khán đài bị phá dỡ. Vào ngày 25 tháng 5 năm 2010, thành phố Białystok đã thuê công ty xây dựng tập đoàn Eiffage Mitex của Ba Lan - Pháp để xây dựng sân vận động mới với chi phí 168 triệu PLN (60 triệu USD). 

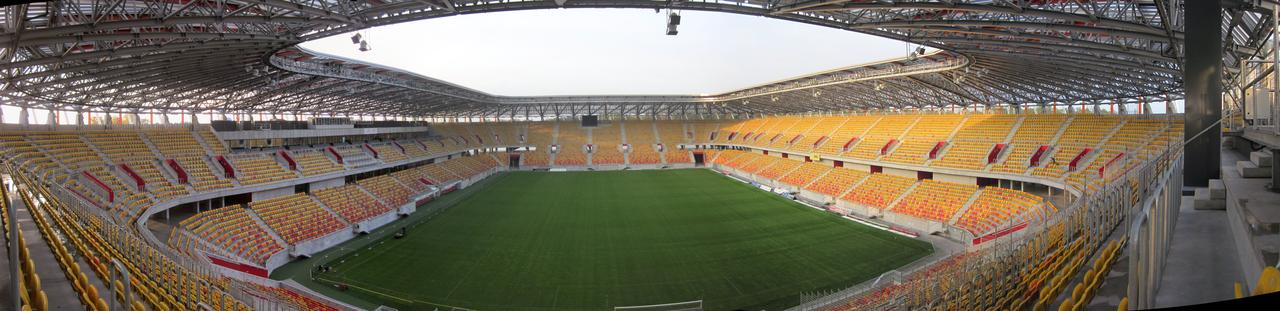
Toàn cảnh bên trong sân vận động